# Elizabeth Heyrick
Elizabeth Heyrick (Leicester, 4 décembre 1769 – 18 octobre 1831) est une militante réformiste britannique. Elle s’est notamment distinguée pour son rôle dans le mouvement pour l’abolition de l'esclavage qui aboutit au Royaume-Uni au Slavery Abolition Act 1833.

## Biographie
Elizabeth Heyrick naît dans le milieu de la bourgeoisie aisée de Leicester. Son père, John Coltman, est un industriel du secteur textile de religion unitarienne, sa mère, Elizabeth Cartwright, est une femme de lettres. La maison Heyrick est ouverte aux idées novatrices et son éducation est marquée par l'influence de la pensée politique radicale, notamment celle de Thomas Paine. C'est également à la suite d’une visite du prédicateur John Wesley dans la maison familiale qu'elle adopte les principes du méthodisme. Devenue enseignante, elle épouse en 1789 l'avocat John Heyrick qui partage ses convictions religieuses. Après la mort de son mari en 1797, elle retourne vivre chez ses parents, se convertit au quakerisme et s'investit pleinement dans les causes sociales, d'abord contre le bull-baiting (combat entre des taureaux et des chiens), puis en faveur de l'éducation, de la réforme des prisons et du salaire minimum, avant de se tourner vers le combat abolitionniste qui en fait dans les années 1820 l’une des militantes les plus en vue du Royaume-Uni.

## Activités abolitionnistes
En désaccord profond avec la principale organisation du pays, l’Anti-slavery society, à propos de sa position en faveur d'une abolition graduelle de l'esclavage et de sa conception du rôle des femmes, Heyrick occupe une place originale au sein du mouvement abolitionniste britannique. Fervente partisane d’une émancipation immédiate des esclaves des Antilles britanniques, elle publie en 1824 un pamphlet intitulé Immediate, not Gradual Abolition qui critique vivement les principaux leaders du mouvement abolitionniste britannique, Thomas Clarkson et William Wilberforce, pour la manière trop timorée avec laquelle ils mènent campagne devant le Parlement. Elle y écrit notamment que les « planteurs des Antilles britanniques ont occupé une place bien trop importante dans les discussions sur cette question fondamentale. Les abolitionnistes se sont montrés bien trop polis et accommodants envers ces gentlemen ». Largement diffusé dans le pays, le pamphlet provoque un vif débat.
L’année suivante, Heyrick entreprend d’organiser la composante féminine du mouvement abolitionniste. Le 8 avril 1825, elle  participe à un meeting dans la ville de Birmingham pour dénoncer l’exclusion des femmes de la direction du mouvement aux côtés de Lucy Townsend, Mary Lloyd, Sarah Wedgwood. À l’issue de la conférence, une société exclusivement féminine, la Birmingham Ladies Society for the Relief of Negro Slaves est créée qui devient rapidement connue sous le nom de Female Society for Birmingham. Les fondatrices mènent campagne ; plus de soixante-dix sociétés féminines sont initiées dans le sillage de leur tournée à travers le pays.
Heyrick se distingue également en se montrant favorable au droit des esclaves de se rebeller contre leurs propriétaires, une position là encore très minoritaire au sein du mouvement abolitionniste. Elle s’étonnait notamment que les esclaves rebelles soient considérés comme des barbares là où les Grecs combattant pour leur indépendance contre les Turcs étaient perçus comme des héros.
Elizabeth Heyrick mourut le 18 octobre 1831, avant l'adoption de l'acte d'abolition de 1833. Elle est enterrée à Leicester.

## Pamphlets
- Immediate, not gradual abolition : or an inquiry into the shortest, safest, and most effectual means of getting rid of West Indian slavery (1824)
- Appeal to the Hearts and Consciences of British Women (1828)